# Afanopodine
Afanopodinele (Aphanopodinae) este o subfamilie de pești marini bentopelagici, din familia trihiuride, răspândiți în apele adânci din regiunile temperate, subtropicale și tropicale ale oceanelor Atlantic, Indian și Pacific. Au o înotătoare caudală mică, bifurcată. Înotătoarea pelviană prezentă, cu un spin asemănător cu un solz și o rază moale rudimentară (înotătoarea externă poate fi prezentă doar la juvenili). Partea spinoasă a înotătoarei dorsale cu 38-46 raze; o ușoară crestătură între partea spinoasă și partea moale a înotătoarei dorsale.
Subfamilia afanopodine cuprinde 2 genuri, Aphanopus și Benthodesmus, cu 18 specii :
- genul Aphanopus
  - Aphanopus arigato Parin, 1994
  - Aphanopus beckeri Parin, 1994
  - Aphanopus capricornis Parin, 1994
  - Aphanopus carbo Lowe, 1839
  - Aphanopus intermedius Parin, 1983
  - Aphanopus microphthalmus Norman, 1939
  - Aphanopus mikhailini Parin, 1983
- genul Benthodesmus
  - Benthodesmus elongatus (Clarke, 1879)
  - Benthodesmus macrophthalmus Parin & Becker, 1970
  - Benthodesmus neglectus Parin, 1976
  - Benthodesmus oligoradiatus Parin & Becker, 1970
  - Benthodesmus pacificus Parin & Becker, 1970
  - Benthodesmus papua Parin, 1978
  - Benthodesmus simonyi (Steindachner, 1891)
  - Benthodesmus suluensis Parin, 1976
  - Benthodesmus tenuis (Günther, 1877)
  - Benthodesmus tuckeri Parin & Becker, 1970
  - Benthodesmus vityazi Parin & Becker, 1970